# Вермилион-Лейк (тауншип, Миннесота)
Вермилион-Лейк (англ. Vermilion Lake) — тауншип в округе Сент-Луис, Миннесота, США. На 2000 год его население составило 326 человек.

## География
По данным Бюро переписи населения США площадь тауншипа составляет 94,8 км², из которых 92,6 км² занимает суша, а 2,1 км² — вода (2,27 %).

## Демография
По данным переписи населения 2000 года здесь находились 326 человек, 133 домохозяйства и 100 семей.  Плотность населения —  3,5 чел./км².  На территории тауншипа расположено 219 построек со средней плотностью 2,4 построек на один квадратный километр. Расовый состав населения: 99,08 % белых, 0,31 % коренных американцев и 0,61 % приходится на две или более других рас. 42,6 % населения составляли финнов, 11,5% немцев, 7,4 % норвежцев, 6,4 % Англичанин, 6,1% ирландцев и 5,4 % шведов по данным переписи населения 2000 года.
Из 133 домохозяйств в 24,8 % воспитывались дети до 18 лет, в 70,7 % проживали супружеские пары, в 4,5 % проживали незамужние женщины и в 24,1 % домохозяйств проживали несемейные люди. 20,3% домохозяйств состояли из одного человека, при том 6,8 % из — одиноких пожилых людей старше 65 лет. Средний размер домохозяйства — 2,45, а семьи — 2,80 человека.
21,2 % населения — младше 18 лет, 5,2 % — в возрасте от 18 до 24 лет, 20,2 % — от 25 до 44, 44,2 % — от 45 до 64, и 9,2 % — старше 65 лет. Средний возраст — 46 лет. На каждые 100 женщин приходилось 103,8 мужчин.  На каждые 100 женщин старше 18 приходилось 112,4 мужчин.
Средний годовой доход домохозяйства составлял 51 875 долларов, а средний годовой доход семьи —  55 625 долларов. Средний доход мужчин —  45 069  долларов, в то время как у женщин — 23 750. Доход на душу населения составил 19 855 долларов. За чертой бедности не находилась ни одна семья и 2,4 % всего населения тауншипа, из которых 2,9 % старше 65 лет.